# Ministère des Postes et Télégraphes
Le ministère des Postes et Télégraphes (en italien : Ministero delle poste e telegrafi) était un département ministériel du gouvernement italien du royaume d'Italie, chargé de l'administration du service postal et télégraphique.